# Saint-Agnant-de-Versillat
Saint-Agnant-de-Versillat är en kommun i departementet Creuse i regionen Nouvelle-Aquitaine i de centrala delarna av Frankrike. Kommunen ligger i kantonen La Souterraine som tillhör arrondissementet Guéret. År 2022 hade Saint-Agnant-de-Versillat 1 059 invånare.

## Befolkningsutveckling
Antalet invånare i kommunen Saint-Agnant-de-Versillat
Referens:INSEE